# Théophile Cart
Théophile Cart (31. března 1855, Saint-Antoine-de-Breuilh – 21. května 1931, Paříž) byl francouzský esperantista, profesor na škole politických věd, profesor francouzské beletrie na univerzitě v Uppsale.
Cart si získal největší zásluhy v době, kdy idistický rozkol hrozil rozdělit esperantisty. Byl vynikajícím pedagogem, autorem mnoha učebnic esperanta, které se staly vzorem a byly překládány do mnoha jazyků. Jeho díla jsou: Esperanta Radikaro, Plena Klasika Libro. Je autorem mnoha fejetonů, které vyšly knižně pod názvem Vortoj de Th. Cart; jsou to vynikající alegorické články, často ve formě bajek. Jeho úvahy dobře účinkovaly, ale již tehdy mělo esperanto sílu odporu proti rozkladným vlivům ve své literatuře. Cart pracoval také pro nevidomé.